# Neachryson orientale
Neachryson orientale là một loài bọ cánh cứng trong họ Cerambycidae.